# ʻEua
Pour les articles homonymes, voir Eua.
‘Eua est une île des Tonga. Elle est située à 18 kilomètres au sud-est de l'île de Tongatapu (où se trouve la capitale du pays, Nuku'alofa). À la différence de beaucoup d'autres îles de la région, ’Eua est un ensemble volcanique au relief accentué. Son point culminant est le mont Teʻemoa (383 mètres). 

## Géographie
Longue de 19 kilomètres pour 7,5 kilomètres dans sa partie la plus large, sa superficie est de 87,44 kilomètres carrés. Une partie de l'île est couverte d'une forêt tropicale dense constituée d'espèces endémiques.
D'un point de vue géographique, 'Eua appartient au groupe insulaire des Tongatapu (les Tonga sont divisées en trois groupes insulaires : Vava'u, Ha'apai et Tongatapu). D'un point de vue administratif, elle forme cependant une entité autonome divisée en deux districts : ’Eua Proper et ’Eua Fo'ou.

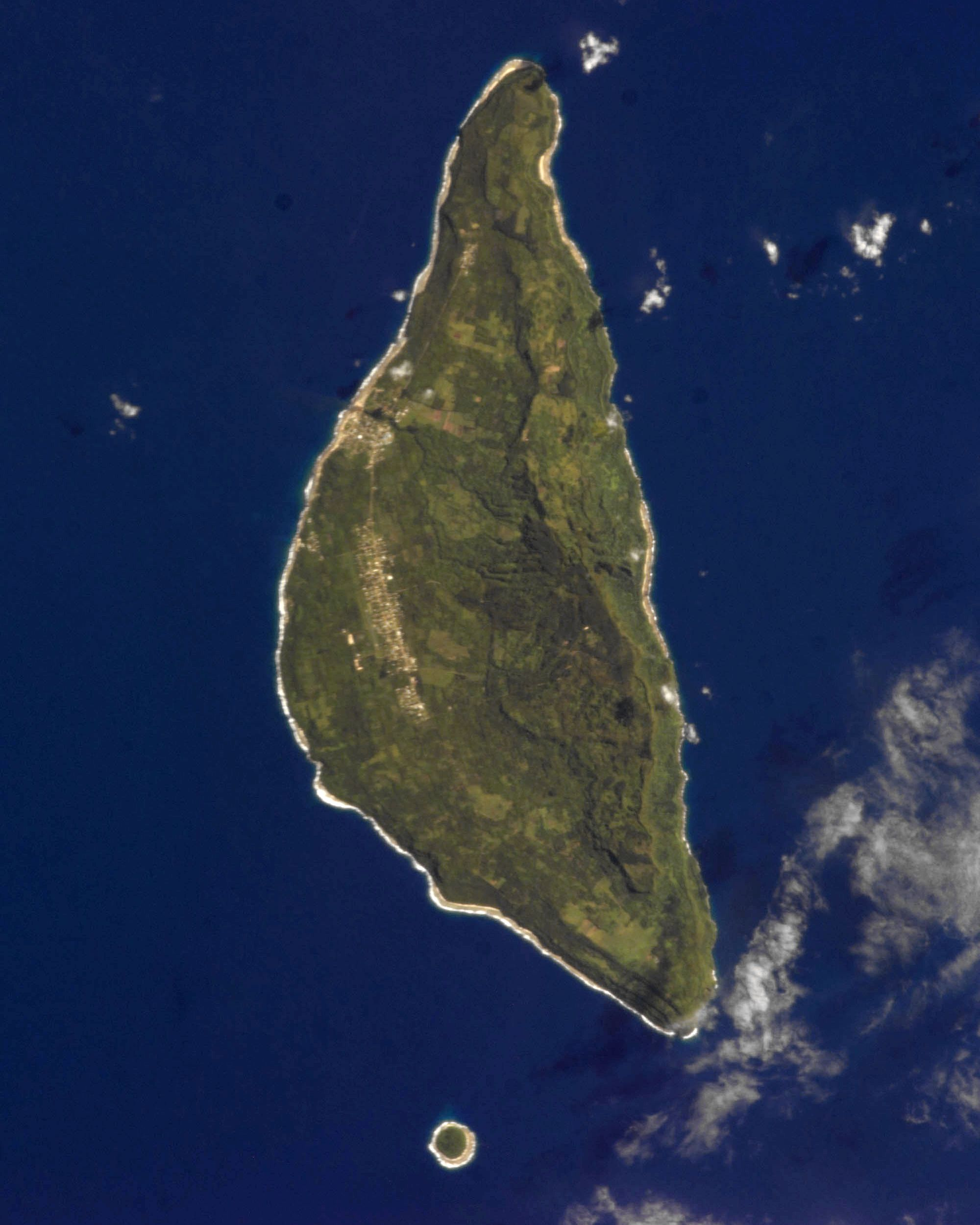
ʻEua vue de l'espace

## Histoire
L'île fut découverte par les Européens en 1643 à la suite du voyage du navigateur hollandais Abel Tasman, qui la baptisa « Middelburg Eylandt » du nom de la ville néerlandaise de Middelbourg, capitale de la province de Zélande.

## Population
Lors du recensement de 2006, la population totale de l'île était de 5 165 habitants, répartis essentiellement dans une dizaine de villages. La capitale et principale agglomération est 'Ohonua. La population est d'origine diverse : les habitants des régions de Houma, 'Ohonua, Tufuvai et Pangai sont pour la plupart originaire de l'île tandis que ceux du district de ’Eua Fo'ou sont en partie des descendants des populations de l'île de Niuafo'ou évacuées lors de l'éruption du volcan en 1946.

## Transport
L'île dispose d'un aéroport : l'aéroport d'Eua.

## Galerie

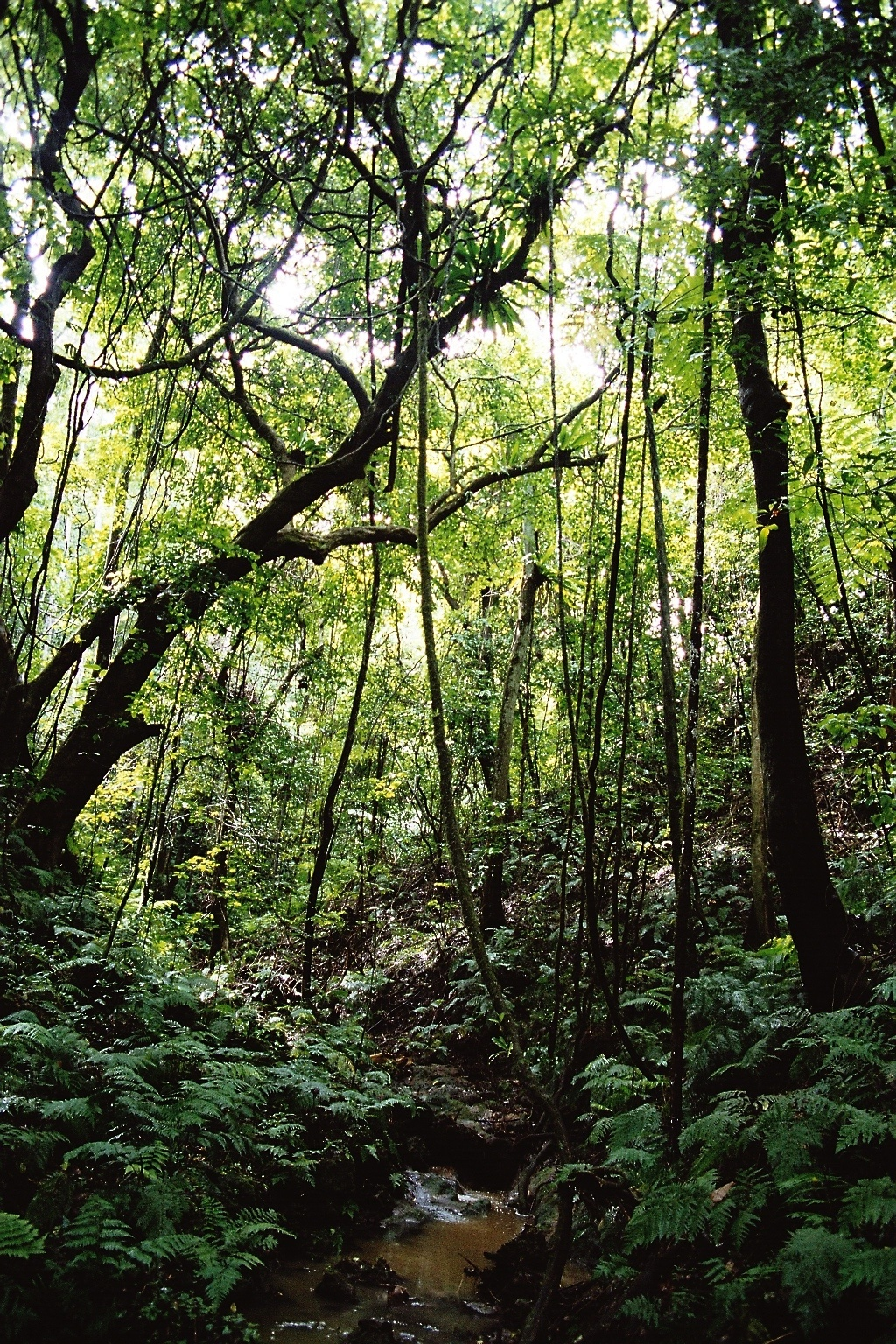
Forêt tropicale à ’Eua.
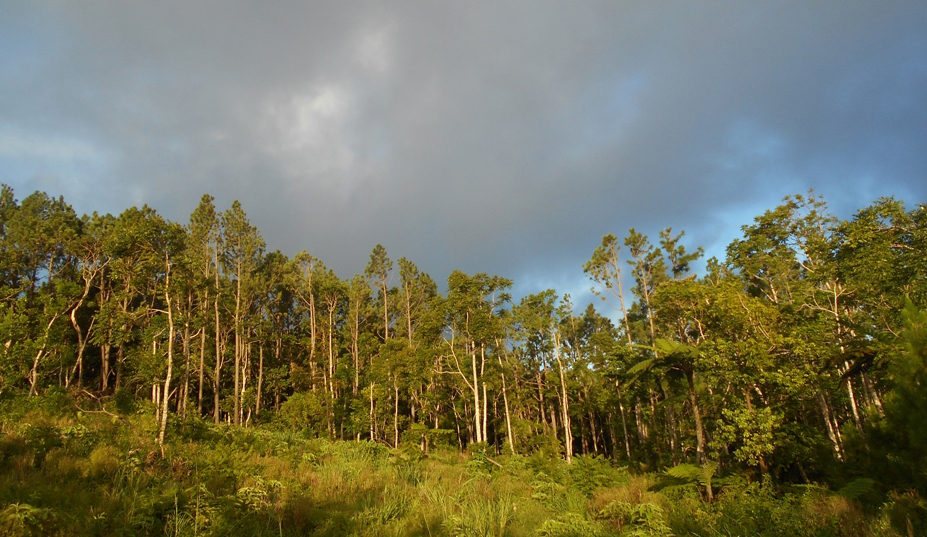
Parc national à ’Eua.
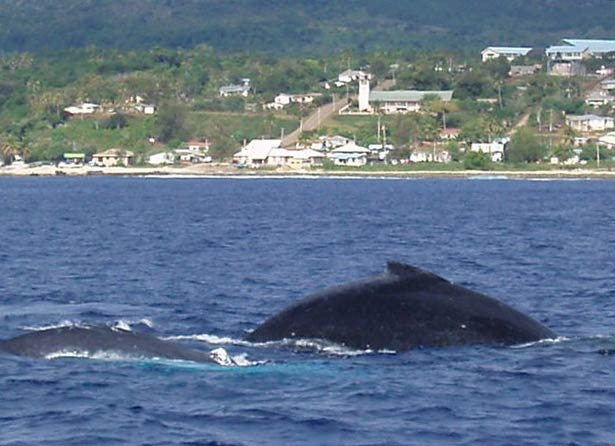
Baleines à ’Eua.